# Рейнталу, Йоханнес
Йоханнес Рейнталу (эст. Johannes Reintalu; до эстонизации имени в 1935 году был известен как Йоханнес Рейнталь нем. Johannes Reinthal, род. 31 марта 1875 года в волoсти Куриста, уезд Вильяндимаа — умер 1 апреля 1945 в г. Таллин) — эстонский журналист, экономист и преподаватель. Он работал в редакции нескольких газет: был членом редакционной коллегии газеты «Ежедневно», главный редактор журнала «Таллинн», членом редакционной коллегии «Пяэвалехт» (1905—1940). С 1924 года член Таллинского городского совета. Входил в руководстве нескольких организаций и компаний, например, Союза Эстонии и компании с ограниченной ответственностью Tilga & Co. Был назначен земским начальником преимущественно русскоязычного (65 %) Петсеримаа (присоединён в 1920 году), где провел реформу бюрократического аппарата Печор. В уезде эстонская полиция преследовала как симпатизирующих советским коммунистам, так и российских монархистов. В итоге, акцент был сделан на экономическом развитии региона, но также с этническим перекосом в пользу эстонцев: было ликвидировано общинное землевладение русских сёл и при поддержке Рейнталу была проведена оказавшаяся благоприятной для эстонцев и сету волостная реформа, которая повысила их значимость в волостном самоуправлении.